# Jonesborough (Tennessee)
Jonesborough (i en periode stavet Jonesboro) er en by i Washington County i Tennessee i det sydøstlige USA. Byen udgør det administrative centrum for countyet (amtssæde) og regnes som den ældste by i Tennessee.
Jonesborough indgår som en del af Johnson City Metroplitan statistiske område.

## Historie
Jonesborough blev grundlagt i 1779, 17 år før Tennessee blev blev optaget i USA som den 16. stat i 1796. På dette tidspunkt var området, Washington District, underlagt North Carolina. Byen fik sit navn efter Willie Jones, en plantageejer og politiker fra North Carolina, der havde støttet denne stats udvidelse mod vest over Appalacherne.
Byen blev omdøbt til Jonesboro i en periode, men dette er i dag ændret tilbage til den oprindelige stavemåde. Da nogle counties i den østlige del af Washington District i 1784 løsrev sig fra North Carolina og dannede den autonome stat State of Franklin blev Jonesborough hovedstad i denne nye stat. USA's kongres anerkendte imidlertid aldrig den nye stat, og i 1788 kom området tilbage under North Carolinas kontrol.
I tiden op til Den amerikanske Borgerkrig blev Jonesborough regnet som centrum for abolitionistbevægelsen i de stater, der tilsluttede sig Amerikas Konfødererede Stater. Selv om Tennessee senere tilsluttede sig konføderationen, var der mange unionstilhængere især i den østlige del af staten, som der også var i den vestlige del af North Carolina, og mange af disse kæmpede på Nordstaternes side.
I 1840'erne var byen skueplads for to aviser der bekrigede hinanden. Den ene blev ejet af den senere guvernør William G. Brownlow og den anden af Landon Carter Haynes. De to ejere og redaktører brugte flere år til at tilsvine hinanden i deres respektive aviser. Det hele var startet med et slagsmål mellem de to i byens gader i 1840. "Krigen" hørte først op i 1845 da Haynes forlod avisbranchen.
I 1903 og 1904 var byen skueplads for en retssag, hvor en mand ved navn Finley Preston, egentlig fra Mountain City var anklaget for at have myrdet en kvinde ved navn Lillie Shaw i samme by. Retssagen var blevet flyttet til Jonesborough for at undgå forudindtagethed hos nævningene. Preston blev kendt skyldig, og den 7. november 1905 blev han hængt i Jonesborough. Det var den sidste offentlige henrettelse i Tennessee, og Preston var den sidste, der blev henrettet ved hængning. Kort efter gik staten over til henrettelse ved hjælp af den elektriske stol.

### Turisme i dag
Jonesborugh tiltrækker en del turister på grund af byens status som Tennessees ældste by, og de anstrengelser man har gjort for at bevare det historiske præg. Byens museum fortæller blandt andet tobaksdyrkningen og dens betydning for området. Den gamle kro, Chester Inn fra 1797, der blev regnet som den bedste kro i Tennessee eksisterer stadig i byen. Den tjener ikke længere som kro, men er udpeget som et Tennessee State Historic Site. Den ældste overlevende bygning i byen er Christopher Taylor House fra 1777. Det lå oprindeligt ca 1,5 km uden for den daværende bygrænse men er nu flyttet til en park i den historiske del af byen.
Jonesborough er hjemsted for International Story Telling Center og den første weekend i oktober afholdes en årlig National Story Telling Festival. Denne festival tiltrækker publikum fra det meste af verden og har gjort det i mere end 45 år.

### Lokale legender
En lokal legende vil vide at Andrew Jackson, USA's 7. præsident spøger i byen. I 1788 boede han i flere måneder hos major Christopher Taylor, og selv om dennes hus er blevet flyttet fra sin oprindelige placering til den historiske del af byen, ses Andrew Jacksons spøgelse gå mod husets hoveddør og forsvinde ind i bygningen. Jackson er også set gå ned ad hovedgaden i retning mod det gamle domhus.

## Geografi
Jonesborough ligger i et område hvor Watauga Rivers vandskel møder Nolichucky Rivers vandskel. Watauga River løber ca. 16 km nordøst for byen, mens Nolichuckey River løber ca. 16 km sydvest for byen.
Jonesborough er omgivet af lave bakker og langstrakte bakkekamme, som er karakteristiske for denne del af Appalacherne Byen ligger ved mødet mellem Andrew Johnson Highway (US Route 321 og US Route 11) som forbinder byen med Greenville mod sydvest og med Johnson City mod nordøst og State Route 81, der forbinder den med Interstate Highway 81 mod nordvest og Interstate Highway 26 mod sydøst.

## Demografi
Ved folketælliungen i 2010 var der 5.051 indbyggere i byen. I 2014 blev folketallet estimeret til 5.238. 93 % var hvide, 6% var afroamerikanere. Ingen andre etniciteter udgjorde over 1 % af befolkningen. 20 % af befolkningen var under 18, 9 % var mellem 18 og 24, 30 % mellem 25 og 44, 26 % mellem 44 og 64 mens ca. 15 % var over 65. For hver 100 kvinder over 18, var der 99 mænd.
Medianindkomsten for en familie var $ 44.167 og 16 % af befolkningen levede under den officielle fattigdomsgrænse.